# Raining Men
Raining Men è un brano musicale della cantante barbadiana Rihanna, estratto come terzo singolo dal suo quinto album di inediti, Loud. Il brano up-tempo è cantato insieme alla rapper trinidadiana Nicki Minaj. Trasmesso nelle stazioni radiofoniche il 7 dicembre 2010, ha riscontrato una mista accoglienza critica. Il brano è ispirato a Golconda, celebre opera di Magritte ed è stato scritto da Melvin Hough II, Rivelino Wouter, Timothy & Theron Thomas ed Onika Maraj.

## Pubblicazione e descrizione
Il brano è cantato col contributo della rapper Nicki Minaj, che ha anche collaborato con Rihanna nel brano Fly scritto per il suo primo album di inediti, Pink Friday. In un'intervista con MTV News Rihanna ha parlato del duetto con Minaj dicendo: "È un brano molto divertente. Per niente come l'originale. Un po' uptempo (a ritmo veloce) ma è allegro". In un'intervista con BBC Radio, Nicki Minaj ha parlato invece dell'origine del testo dicendo: "Volevo sembrare un po' esaurita, ho scritto il testo mentre ero a letto. Avevo passato una brutta giornata, e mi spedirono il brano dicendo che lo avrebbero voluto indietro entro 24 ore, e mi sono messa a scrivere... dicendo cose senza senso." ha confessato. "ho voluto renderlo più melodico e frenetico. Nell'ultimo verso dico It's raining men, fat bitches... L'avevo appena detto e non poteva tirarmi indietro... Poi quando andai al Yankee Stadium, mi sedetti vicino a L.A. Reid e lui ripeté la frase dietro di me. In quel momento ho voluto morire." In un'intervista con Capital FM Radio, Rihanna ha spiegato il perché della loro collaborazione dicendo: "Sai, lei ha lavorato con me per Rated R e aveva scritto alcune bellissime ballate, perciò non potevo non lavorare con lei nuovamente e finalmente è venuto fuori il mio brano..."

## Classifiche
| Classifica (2010/2011) | Posizione massima |
| ---------------------- | ----------------- |
| Stati Uniti (R&B)      | 48                |

## Date di pubblicazione
| Nazione     | Data            | Formato                   |
| ----------- | --------------- | ------------------------- |
| Stati Uniti | 7 dicembre 2010 | Airplay                   |
| Stati Uniti | 25 gennaio 2011 | Airplay (ripubblicazione) |